# NGC 7212
NGC 7212 је спирална галаксија у сазвежђу Пегаз која се налази на NGC листи објеката дубоког неба.
Деклинација објекта је + 10° 14' 5" а ректасцензија 22h 7m 2,2s. Привидна величина (магнитуда) објекта NGC 7212 износи 14,1 а фотографска магнитуда 14,9. NGC 7212 је још познат и под ознакама UGC 11910, MCG 2-56-11, CGCG 428-32, IRAS 22045+0959, PGC 68065.